# جيرمان ريسكو
جيرمان ريسكو (بالإسبانية: Germán Riesco)‏ (و. 1854 – 1916 م) هو محام، سياسي من تشيلي .
تولى منصب قائمة رؤساء تشيلي (1901-09-18–1906-09-18) .

## التعليم
تعلم في جامعة تشيلي.